# Rosenrot (chanson)
Singles de Rammstein
Benzin Mann gegen Mann
Rosenrot est une chanson du groupe Rammstein sortie comme single de leur album Rosenrot.

## Pistes
1. Rosenrot (Single Version) - 3:47
2. Rosenrot (The Tweaker Remix par Chris Vrenna) - 4:34
3. Rosenrot (Northern Lite Remix par Northern Lite) - 4:45
4. Rosenrot (3AM At Cosy Remix par Jagz Kooner) - 4:50

## Clip vidéo
Le clip représente les membres du groupe en homme d'église arriver dans un village. Till tombe amoureux d'une jeune fille du village. Il décide sur l'ordre de la jeune fille d'assassiner ses parents. Mais une fois son acte commis, la jeune fille se retourne contre lui et ameute tout le village. Till est finalement brûlé en place publique, la jeune fille étant la première à jeter sa torche.